# Isizaur
Isizaur (Isisaurus) – rodzaj zauropoda z grupy tytanozaurów, zamieszkujący tereny dzisiejszych Indii i Pakistanu pod koniec kredy. Od sympatrycznego z nim dżinozaura różni się m.in. budową czaszki, posiada też pewne szczególne cechy kręgów. Jego pozycja systematyczna nie jest pewna, opisano go jako gatunek tytanozaura, wedle badań z 2011 stanowi drugą po Diamantinasaurus grupę zewnętrzną rodziny saltazaurów. Dzięki koprolitom wiadomo, że żywił się liśćmi, zamieszkując tereny o klimacie zwrotnikowym lub podzwrotnikowym.

## Budowa ciała
Zwierzę osiągało długość 18 m i masę ciała 14000 kg.
Wyróżnia się dwa typy czaszek indyjskich zauropodów. Z szeroką i płaską czaszką dżinozaura kontrastuje solidnie zbudowana i zbita czaszka isizaura. Typy te odróżnia również kąt, pod jakim odchyla się kość potyliczna od jej kłykcia, który w przypadku mózgoczaszki z Dongargaon wynosi 120°. Czaszka isizaura przypomina pod tym względem czaszki zaliczanych do Diplodocidae diplodoka i apatozaura. Podobną wartość osiąga kąt między rzeczonym kłykciem, w czaszce typu isizaura o wydłużonej osi, a sklepieniem czaszki w przypadku znaleziska z Pakistanu, należy jednak pamiętać, że pomiary te odnoszą się do inaczej definiowanych kątów, jak również że opisywane wygięcie u opisywanego tytanozaura i wymienianych diplodokokształtnych osiągnięte zostało dzięki innym modyfikacjom kości.
González Riga, doszukawszy się licznych różnic pomiędzy kręgami Mendozasaurus neguyelap i innych tytanozaurów, podaje też kilka podobieństw pomiędzy tymi kośćmi mendozazaura i isizaura. Wymienia on między innymi krótkie trzony i długie wyrostki kolczyste, których stosunek długości jest mniejszy, niż u wszystkich innych Titanosauria. W trzonach znaleziono komory powietrzne. Wspomniane wyrostki ustawiają się prostopadle do osi ciała, podobnie jak u Puertasaurus reuili czy Mendozasaurus neguyelap. Zarówno u tego ostatniego, jak i u Futalognkosaurus dukei, jama nad górną powierzchnią stawową wyrostka poprzecznego jest głęboka, występuje intraprezygapophyseal lamina, podobnie jak właściwa blaszka przedkolczysta, u mendozazaura bardziej ograniczona. Zarys powierzchni stawowych kręgów ogonowych przyjmuje kształt półokrągły, jak u mendozazaura i lirainozaura. Jak u alamozaura i mendozazaura, trzon również jest zaokrąglony. Isisaurus wyróżnia się stożkowatym, sterczącym w osi przednio-tylnej kłykciem. Kość krzyżową tworzy sześć połączonych przez kościozrost kręgów, podobnie jak u saltazaura, opistocelikaudii czy nekenzaura. Na brzusznej powierzchni kręgów tego odcinka kręgosłupa znaleziono podłużne wgłębienia. W przypadku bliższych i środkowych kręgów ogonowych zwracają uwagę w dalszym ciągu wysokie wyrostki kolczyste oraz prezygapophyses krótsze, niż u baurutytana, nowego rodzaju opisywanego przez specjalistów dokonujących tego porównania. Zauważają oni na nich także zaokrąglony tylny kłykieć kręgu, różny od czworokątnego u ustanowionego przez nich rodzaju, jak również kiepsko rozwinięte brzuszne wyrostki proksymalnych kręgów ogonowych isizaura dla szewronów, jednak powierzchnie stawowe dla połączenia z nimi były świetnie rozwinięte. Kręgi ostatniego odcinka kręgosłupa wytwarzały bowiem przednie i tylne fasetki dla szewronów. Przednie szewrony, większe w kierunku przednio-tylnym, zawierały kanał sięgający płycej niż do połowy kości, w którym mieściły się naczynia krwionośne, a który otoczony był zaokrąglonym łukiem kręgu. Zarówno jego głębokość, jak i brzuszna wypukła powierzchnia trzonów kontrastowały z odpowiadającymi im cechami baurutytana. Wyrostki poprzeczne, położone w środku kręgu, biorąc pod uwagę kierunek przednio-tylny, rozpościerały się w kierunku bocznym, przypominając te wchodzące w skład pierwszego kręgu ogonowego paralitytana.
Isisaurus cechuje się też krótkimi żebrami szyjnymi, żebro takie nie sięga następnego. Podobne występują u mendozazaura.
Kość kulszowa jest typowa dla tytanozaurów, z małym wyrostkiem tylnym i szeroką płytką łączącą się proksymalnie z szypułą kości łonowej.
Dobrze zbudowana łopatka mierzy 108 cm długości przy szerokości od 29 do 60 cm. Prócz rozmiarów od znacznie smuklejszej łopatki dżinozaura odróżnia ją brak podłużnego grzebienia w grzbietowej części. Kości ramienne tych dwóch indyjskich rodzajów osiągają podobne rozmiary. U isizaura mierzy ona 148 cm, czyli o 14 cm więcej, niż u sympatrycznego rodzaju, jednakże dystalny fragment dżinozaurzej kości nie zachował się i długość za życia mogła być wobec tego taka sama. Humerus isizaura odróżnić można po węższym końcu proksymalnym, a także grzebieniu naramienno-piersiowym przesuniętym bliżej tego końca, wyglądającym też nieco inaczej, niż u Jainosaurus. Kość łokciowa jest smukła, o trójpromiennym przekroju. Bierze się jednak pod uwagę kiepskie zachowanie bliższej nasady kości ramiennej.
Pewnych pozostałości kończyn tylnych isizaura dotychczas nie odkryto.

## Systematyka
Gatunek opisali w 1997 Jain i Bandyopadhyay, nadając mu nazwę Titanosaurus colberti. Sześć lat później Wilson i Upchurch przenieśli go do nowo stworzonego przez siebie rodzaju nazwanego Isisaurus.
W 2001 zauropsyda umieszczano jeszcze w obrębie rodziny Titanosauridae, opisując go nazwą rodzajową Titanosaurus. Drzewo Wilsona z 2002 ukazuje isizaura jako grupę siostrzaną saltazaurów. Prace Calvo & Gonzalez Riga oraz samodzielna praca tego ostatniego, obie z 2004, różniące się branymi pod uwagę rodzajami (tylko pierwsza uwzględnia rynkonzaura, druga zaś mendozazaura i rokazaura) uznają isizaura za bardziej zaawansowanego ewolucyjnie od malawizaura, a tego od andezaura, za pierwotniejszego zaś od lirainozaura oraz saltazaurów zaawansowanych wyżej od niego. Autorzy opisu maksakalizaura z 2006 uznają go za bardziej zaawansowanego od isizaura. Z kolei praca Zahera i współpracowników z 2011 wymienia wśród członków radiacji zaawansowanych tytanozaurów rodzaje Isisaurus i Diamantisaurus poza rodzinami saltazaurów i nemegtozaurów, określając je jako blisko spokrewnione. Umieszczone w ich pracy drzewo ukazujące filogenezę neozauropodów ukazuje Diamantinasaurus jako najbliższą saltazaurom grupę zewnętrzną, kolejną taką grupę stanowi isizaur. Oba wymienione rodzaje razem z nemegtozaurem specjaliści uznają za trzy najsłabiej wsparte taksony w obrębie Lithostrotia, zauważając, że przyznane im miejsca w obrębie tego kladu nie są pewne, a rodzaje te mogłyby też leżeć w jego obrębie gdzie indziej (np. jako rodzaje bazalne).

## Rozmieszczenie geograficzne
Zwierzę żyło na terenie dzisiejszych Indii na końcu okresu kredowego, w mastrychcie (ostatnie piętro kredy późnej). Na obszarze tym znaleziono liczne szczątki kredowych dinozaurów, pozwalające na przypisanie ich do ponad 15 gatunków, jednakże tylko w przypadku isizaura odnaleziono w miarę kompletny szkielet. Wszystkie indyjskie kredowe zauropody zaliczają się do tytanozaurów. Praca Kosli z 2003 prócz I. colberti wymienia wśród nich następujące gatunki:
- Titanosaurus indicus
- Titanosaurus balnfordi
- Titanosaurus rahiolensis
- Jainosaurus septentrionalis

Jednakże w 2009 Wilson i współpracownicy podali tylko dwa rodzaje, isizaura i jego dalekiego krewnego dżinozaura. Oba znane są z pochodzących z licznych miejsc pozostałości zarówno czaszki, jak i szkieletu pozaczaszkowego. Rodzaje te występowały wspólnie na terenach stanowiących dzisiaj środkowe i zachodnie Indie, a isizaur zamieszkiwał dodatkowo obecny zachodni Pakistan. W Dongargaon w środkowych Indiach jako jedyne kości dinozaurów znaleziono puszkę mózgową i niekompletny szkielet isizaura. Pierwsze znalezisko, opisane w 1982, oznakowano jako ISI R199. Drugie znaleziono w tym samym kamieniołomie, ale prawie 20 lat później, a opisano 15 lat później.

## Ekologia
Formacja Lameta, ukształtowana w mastrychcie na terenie dzisiejszych środkowych i zachodnich Indii, obejmuje różne baseny związane z ryftami. Zalicza się do niej baseny Jabalpur-Mandla i Nand-Dongargaon. W Jabalpur odłożyły się osady rzeczne, bagienne i związane z sheetwash (powstałe na skutek gwałtownych, obfitych opadów, po których woda spływała po stoku), w tym drugim spotyka się podobnie osady aluwialne i limniczne, świadczące o dość suchym klimacie z dużą sezonowością.
Na tych terenach odnajdywano skamieliny dinozaurów (jedyne zachowujące połączenia stawowe szkielety należą do isizaura właśnie oraz do abelizauryda Rajasaurus narmadensis), jaszczurek, węży (w tym jeden połączony stawowo kościec), żółwi, małych ssaków, ryb. Wśród bezkręgowców wymienia się ślimaki, małże i małżoraczki (te ostatnie zupełnie odmienne w wymienionych wyżej basenach). Znaleziono tam też pozostałości okrzemek, co najmniej trzech gatunków zaliczanych do rodzaju Aulacoseira, jak również bruzdnic.
Flora formacji, w której poznaniu pomogły liczne koprolity, składała się ze zróżnicowanych okrytonasiennych, zarówno jedno-, jak i dwuliściennych, nagonasiennych, jak Araucarites, paprotników i ramienicowych.  
Dzięki badaniom skamieniałych tytanozaurzych odchodów wiadomo, że obgryzały one rośliny z tkanek miękkich, unikając twardego pokarmu. W koprolicie grupy A z formacji Lameta przypisywanym isizaurowi odnaleziono grzyby bytujące na roślinach: Colletotrichum, Erysiphe, Uncinula oraz Glomus. Trzy pierwsze należały do pasożytów roślin, a ich obecność w kale wskazuje, że zauropod spożywał liście. Na tej podstawie wyciąga się wnioski, że terenach tych panował klimat zwrotnikowy lub podzwrotnikowy. Z kolei ostatni z grzybów należy do organizmów uczestniczących w mikoryzie. Podejrzewa się, że przeniknął do odchodów już po wydaleniu ich przez zwierzę.